# 蒙福尔蒂 (葡萄牙堂区)
蒙福尔蒂是葡萄牙波塔莱格雷区的一个堂区。总面积214.49平方公里，总人口1248人，人口密度5.8人/平方公里。